# باخس
باخس (بالألمانية: Bachs) هي بلدية تقع في مقاطعة ديلسدورف الواقعة ضمن كانتون زيورخ في سويسرا. تبلغ مساحتها 9.12 كيلومتر مربع، ويقدر عدد سكانها بـ 593 نسمة (حسب تعداد ديسمبر 2017).